# 7196 Baroni
7196 Baroni este un asteroid din centura principală de asteroizi.

## Descriere
7196 Baroni este un asteroid din centura principală de asteroizi. A fost descoperit pe 16 ianuarie 1994 la Cima Ekar de Andrea Boattini și Maura Tombelli. El prezintă o orbită caracterizată de o semiaxă mare de 2,32 ua, o excentricitate de 0,19 și o înclinație de 7,9° în raport cu ecliptica.